# Benevolentia
La benevolentia  viene indicata come «voluntate benefica benevolentia movetur»  (la benevolenza è messa in moto da una volontà che mira al bene) intendendo che vi sia una voluntas, un atteggiamento spirituale che genera il desiderio di fare del bene (benevolentia).
Nella mentalità romana questo atteggiamento benefico era spesso tipico di alcune cariche pubbliche come il patronato cittadino o il governatorato della provincia che intendevano dare dimostrazione del loro potere e prestigio concedendo favori personali a singoli o  intercedendo presso le autorità superiori per altri, come per le città-clientes che riconoscevano così la loro subordinazione economica e politica al patronus. In questo modo il "benefattore" sperava di raccogliere fama e consensi per la sua carriera politica secondo una comune pratica evergetica presente già in età repubblicana. Con questo vero e proprio metodo di governo si conseguiva 
una pluralità di obiettivi:
- con la concessione di particolari favori si dimostrava la propria condizione di potere privilegiato,
- un mezzo per ascendere nella carriera politica,
- ottenere fama popolare,
- dare senso alla propria ricchezza poiché «un ricco che si tenga fuori dalla vita politica, vivrà una vita diminuita, non all'altezza del suo rango» [3] poiché la ricchezza deve essere «considerata prevalentemente tramite per un'affermazione di status più che strumento di accumulazione di capitale» [4]